# Mariano Barreto
Mariano Jerónimo Barreto, né le 18 janvier 1957 à Goa (anciennement en Inde portugaise, désormais en Inde), est un entraîneur portugais de football et est actuellement l'entraîneur du club portugais de Belenenses. Il a été notamment sélectionneur de l'équipe ghanéenne puis de l'Éthiopie.

## Biographie
Nommé sélectionneur du Ghana en 2004, Mariano Barreto succède à l'Allemand Ralf Zumdick (en), qui est parti après le premier tour de qualification à la Coupe du monde 2006 dans le club allemand de Hambourg SV. Il débute son match avec la sélection des Black Stars, lors un match amical le 28 avril 2004 à domicile contre l'Angola, se soldant par un match nul (1-1). Il dirige alors les sélections A et olympique durant l'année 2004 (il participe aux Jeux olympiques 2004 mais est éliminé au premier tour) mais démissionne pour se consacrer au club portugais du Marítimo Funchal.
Il dirige le club de Marítimo Funchal entre le 6 septembre 2004 et le 19 mars 2005, club avec qui il participe au premier tour de la Coupe UEFA 2004-2005, battu aux tirs au but par le club écossais du Glasgow Rangers.
Entre 2014 et 2015, il reprend les rênes d'une sélection africaine, à savoir l'Éthiopie, mais son contrat est arrêté en avril 2015 car il n'a pas réussi à qualifier la sélection pour la CAN 2015.
Ses deux seuls titres remportés en carrière sont avec le club saoudien Al-Ahli, avec qui il remporte Coupe du Roi d'Arabie saoudite en 2011 et avec le club lituanien du FC Stumbras, avec qui il remporte la Coupe de Lituanie en 2017.